# 朵带
朵带（?—?），元朝大臣，译名又作朵台、朵䚟。
大德七年（1303年），元成宗任命时任侍御史的朵带为中书参知政事。后来历任徽政使、太常礼仪院使。元仁宗延祐七年（1320年），朵带加太傅。泰定帝即位，命为太子詹事，进拜太师。泰定帝多召朵带商议国事。致和元年（1328年），泰定帝驾崩，太师朵带与中书左丞相倒剌沙等辅佐元天顺帝阿速吉八在上都即位，燕帖木儿拥立元文宗图帖睦尔与他们抗衡，最后元天顺帝兵败，朵带出降。